# Jan z Viktringu
Jan z Viktringu (* cca 1270 - 1347) byl opatem cisterciáckého kláštera ve Viktringu v Korutanech a také kaplanem, písařem a sekretářem Jindřicha Korutanského a poté i jeho dcery Markéty. Na základě příkazu od rakouského vévody Albrechta sepsal Jan z Viktringu kroniku.